# 李道之 (1911年)
李道之（1911年—2006年），男，江西吉水人，中国人民解放军将领，中国人民解放军开国少将。

## 生平
早年参加中国工农红军，后参加长征。抗日战争期间，担任河南支队政治委员，军分区政治部组织科代科长，第二军分区地方武装部部长，冀东军区第十二军分区副司令员。第二次国共内战时期，任冀东军区第十六军分区副司令员，冀热辽军区第十二军分区司令员，冀察热辽军区独立四师师长，第四野战军45军158师师长。中华人民共和国成立后，任公安部队第十师师长兼广州警备区参谋长，1975年，担任辽宁省军区政治委员。
1955年，授予中国人民解放军少将。荣获二级八一勋章，二级独立自由勋章，一级解放勋章和一级红星功勋荣誉章。